# Gregorio Cruzada Villaamil
Vista da sepultura.
Gregorio Cruzada Villaamil ou Villamil (Alicante, 1832-Madrid, 29 de novembro de 1884), historiador e crítico da arte, jornalista e político espanhol.

## Biografia
Como jornalista foi redactor da Revista Ibéria e dirigiu A Razão (1860-1861), o boletim mensal A Arte em Espanha (1862-1870) e O Averiguador (1867). Usou o cervantino pseudónimo "O difunto pintor Orbaneja". Denunciou a ruína da catedral de Leão e promoveu sua restauração; conhecido pelo seu grande trabalho historiográfico, seguiu os passos de Ceán Bermúdez e com a metodologia do positivismo documentou a fundo seus trabalhos e carregou de dados seus julgamentos para conseguir o mais alto rigor. Após Antonio Palomino, foi o primeiro estudioso de Diego Velázquez, em especial sua relação com Rubens. Acompanhou a Berlim a seu grande amigo o poeta e dramaturgo Eulogio Florentino Sanz, nomeado secretário da legação espanhola, ainda que voltou em seguida.
Menção aparte merecem seus trabalhos sobre Francisco de Goya, de quem descobriu em 1870 os cartões para tapices no sótão do Palácio Real de Madrid; conseguiu que passassem a engrossar a colecção do Museu do Prado. Amante da cultura e muito amigo da juventude de então, sustentou, segundo José Francos Rodríguez e Francisco Blanco García, uma modesta tertúlia em sua casa da Rua Lope de Vega à que iam entre outros numerosos escritores e artistas, sobretudo granadinos, então pouco conhecidos: Pedro Antonio de Alarcón, Gaspar Núñez de Arce, Ventura Ruiz Aguilera, Manuel do Palácio, José Castro e Serrano, Luis de Eguílaz, o poeta Antonio Trueba, Serra, o libretista de zarzuelas José Picón, o novelista Manuel Fernández e González, o dramaturgo Adelardo López de Ayala, Rafael García Santisteban, Antonio Arnao, Eulogio Florentino Sanz, o pintor Germán Hernández e Manuel de Plano e Persi.
Fundou e promoveu diversos estudos sobre a arte em Espanha, destacando em especial o citado boletim mensal A Arte na Espanha, que dirigiu entre 1862 e 1870. Como crítico de arte várias vezes apoiou a carreira de pintores como Antonio Gisbert. Conspicuo liberal, Cruzada exerceu várias vezes postos públicos de importância e relacionados com o património artístico, como chefe da Comissão de Inventários, e as direcções gerais de Estatística e de Correios e Telégrafos; neste último cargo esteve um sexénio (1875-1881) e coube-lhe restaurar a rede destroçada pela última guerra carlista e elaborar uns Anais das Ordens de Correios de Espanha (1879) em vários volumes. Foi membro correspondente da Real Academia de Belas Artes de San Fernando; pertenceu também à Sociedade de Bibliófilos Espanhóis e colaborou com Francisco Asenjo Barbieri em exumar códices de música antiga espanhola, dos quais descobriu alguns, em especial o Cancioneiro de Palácio ou de Barbieri, que achou na Biblioteca do Palácio Real em 1870 e foi impresso em 1890.  Foi um dos historiadores que melhor aprofundou nas colecções do Prado. Na obra de Goya, foi o primeiro historiador que revisou seus cartões e os catalogou cuidadosamente, resgatando vários documentos de arquivo para conseguir um bom estudo. Pouco depois decidiu empreender outro projecto colossal: publicar um livro sobre a vida e obra de Diego Velázquez. Para isso teve que estudar a fundo a colecção de Rubens, do que derivou seu livro Rubens, diplomata espanhol, primeira obra séria sobre o pintor. Editou ademais duas obras clássicas para a história da pintura do Século de Ouro, a Arte da Pintura de Francisco Pacheco e os Diálogos da pintura, sua defesa, origem, essentia, definição, modos e diferenças de Vicente Carducho.
No final de 1862 se lhe comissionou como subdirector do Museu Nacional de Pintura e Escultura, mais conhecido pelo nome de Museu da Trindade, cargo que reteve até 1864 e ao ano seguinte foi nomeado director, cargo em que esteve até 1870. Actualizou e revisou o catálogo sumário de pinturas realizado em 1854, inspeccionando todas as colecções presentes no Museu até conseguir uma publicação digna em 1865, o Catálogo provisório, historial e raciocinado do Museu Nacional de Pinturas. Entre 1871 e 1876 foi eleito deputado pela Província de Alicante.

## Obra
- Anales da vida e das obras de Diego de Silva Velázquez. Escritos com ajuda de novos documentos, Madrid: Lib. de Miguel Guijarro, 1885.
- Rubens, diplomata espanhol (Madrid, 1874).
- Catálogo provisório, historial e raciocinado do Museu Nacional de Pinturas, Madrid, Manuel Galiano, 1865.
- Los tapices de Goya, Madrid, 1870.
- Rubens, diplomata espanhol, Madrid, 1883
- Edição de Arte da Pintura de Francisco Pacheco
- Edição dos Diálogos da pintura, sua defesa, origem, essentia, definição, modos e diferenças de Vicente Carducho.